# (15971) Hestroffer
(15971) Hestroffer (1998 FA11) – planetoida z pasa głównego asteroid okrążająca Słońce w ciągu 3,37 lat w średniej odległości 2,25 j.a. Odkryta 25 marca 1998 roku.